# Akasinula calon
Akasinula calon är en fjärilsart som beskrevs av Hans Fruhstorfer 1910. Akasinula calon ingår i släktet Akasinula och familjen juvelvingar. Inga underarter finns listade i Catalogue of Life.